# مرلين سيفي طويل المنقار
مرلين سيفي طويل المنقار (الاسم العلمي: Tetrapturus pfluegeri) (بالإنجليزية: Longbill spearfish)‏ هو نوع من الأسماك يتبع جنس المرلين السيفي من فصيلة الأسماك المرلينية.